# Tomás Barros Pardo
Tomás Barros Pardo (Toledo, 1922 - La Coruña, 1986) fue un pintor y escritor español.
Pintor, poeta, ensayista, autor teatral, novelista, articulista, catedrático, y miembro correspondiente de la Real Academia Gallega, Tomás Barros es uno de los intelectuales gallegos más prolíficos del extrañamiento interior, grupo de intelectuales antifranquistas que no optó por el exilio, pero que compartieron inquietudes y colaboraciones con los exiliados, tal como sucedió en el caso de Barros con Luis Seoane, Rafael Dieste, Vicente Aleixandre, Celso Emilio Ferreiro o su primo Isaac Díaz Pardo.

## Trayectoria
Nacido accidentalmente en Toledo en 1922, la familia retorna en 1929 a la ciudad de origen de sus padres, Ferrol, donde residirá el resto de su infancia y adolescencia. Tras estudiar magisterio en Santiago de Compostela, se marcha a Madrid en pos de la licenciatura en Bellas Artes por la Academia de San Fernando. Durante más de treinta años ejercerá la Cátedra de Dibujo y Expresión Plástica en la Escuela de Magisterio de La Coruña (Escola de Maxisterio de A Coruña), compaginando la docencia con la creación artística hasta el final de sus días.
Su actividad literaria se despliega desde los inicios de la década de los 50, con la publicación de su primera obra poética en 1950, con el título de Gárgolas, y la fundación en 1952 de la revista de poesía y crítica literaria Aturuxo, junto a los ferrolanos Mario Couceiro y Miguel C. Vidal. A lo largo de la década, Barros publica sucesivas obras poéticas y teatrales, así como una creciente producción ensayística en periódicos y revistas. En 1975 funda la revista de poesía Nordés junto a Luz Pozo Garza, y en 1973 es galardonado con el Premio Internacional de Poesía del Círculo de Escritores y Poetas Iberoamericanos de Nueva York. En los años 80, la producción literaria de Barros incluirá varias piezas dramáticas y abundantes artículos periodísticos y de ensayo.
Su producción pictórica, de crecente tendencia abstractiva a partir de la década de los 60, se caracteriza por una preocupación por el ritmo, la forma y el color, manifiesta por el propio artista en varios de sus ensayos.
El 27 de octubre de 2017 los hijos de Sara Cao y Tomás Barros donaron a la Real Academia Galega todo el archivo del autor (escritos, manuscritos, correspondencia, recortes de prensa, borradores, grabaciones, originales de libros, etc) con el fin de garantizar su divulgación entre los investigadores y en la sociedad en general. La institución se compromete a conservar toda la documentación, a preservar su unidad y a facilitar su consulta y difusión.

## Obra escrita publicada

### Poesía en gallego
- Berro diante da morte, 1963.
- Abraio, 1978.
- Vieiro de señardade, 1987.

### Poesía en castellano
- Gárgola, 1950.
- La estrella y el cocodrilo, 1957.
- El helecho en el tejado, 1957.
- A imagen y semejanza, 1973.
- Los ojos de la colina, 1973.

### Teatro en gallego
- A casa abandoada, 1985.
- Fausto, Margarida e Aqueloutro, 1993.

### Teatro en castellano
- Panteón familiar, 1956.
- Tres pezas de teatro, 1981.

### Narrativa
- El Rastro Invisible, 1990, Edicións do Castro (novela).

### Ensayo
- Los procesos abstractivos del arte contemporáneo, 1965.
- Sobre el origen de la corteza en los astros, 1973.